# Freyastera sexradiata
Freyastera sexradiata is een zeester uit de familie Freyellidae.
De wetenschappelijke naam van de soort werd in 1885 gepubliceerd door Edmond Perrier.